# Papyrus des Nu
Der Papyrus des Nu ist einer der wichtigsten Totenbuchpapyri aus dem alten Ägypten.
Er datiert in die 18. Dynastie und befindet sich heute im Britischen Museum. Er wurde wahrscheinlich 1888 oder 1889 von diesem Museum angekauft und soll aus Theben stammen. Er trägt die Inventarnummer BM EA 10477. Der Papyrus ist heute 19,9 m lang und 34,5 cm hoch, wobei der Anfang der Rolle teilweise zerbröselt ist, so dass er ursprünglich sogar länger war.
Als Eigentümer wird der „Hausvorsteher des Schatzmeisters“ Nuu (Nww) genannt. Seine Eltern heißen Amenhotep und Senisenebu. Nu war wahrscheinlich ein mittlerer Beamter, der dem Schatzmeister Sobekhotep diente, da eine Person mit dem Namen Nu und vergleichbarem Titel im Grab des Sobekhotep (TT63) genannt wird. Der Papyrus ist mit 133 Kapiteln des Totenbuches beschrieben. Es handelt sich damit um einen der längsten, aber auch am besten erhaltenen Totenbuchpapyri aus der 18. Dynastie und aus Ägypten überhaupt. Entgegen späteren Sitten sind nur wenige der Kapitel bebildert. Der Papyrus begann wahrscheinlich mit Kapitel 17 des Totenbuches, wobei als Anfang nur noch drei Fragmente erhalten sind, die Nu vor dem Totengott Osiris zeigen. Die folgenden Kapitel sind meist unbebildert, nur am Ende finden sich wieder Darstellungen, darunter der Tote auf einem Schiff (Kapitel 99) oder ein Ba-Vogel (Kapitel 85).